# Amour tenace
Pour plus de détails, voir Fiche technique et Distribution.

Amour tenace est un court métrage français muet réalisé par Max Linder en 1912.

## Synopsis
Le riche M. Rocdefer veut empêcher Max de revoir sa fille. Mais rien n'arrête le tenace amoureux pour la suivre où qu'elle aille.

## Fiche technique
- Réalisation : Max Linder
- Scénario : Max Linder
- Production : Pathé
- Durée : 18 minutes
- Date de sortie :
  - Autriche : 2 août 1912
  - France : 4 octobre 1912

## Distribution
- Max Linder : Max
- Stacia Napierkowska : La fille Rocfeder
- Georges Gorby : M. Rocdefer